# Liste de chanteurs bretons
Cet article contient une liste de chanteurs bretons professionnels ou connus, contemporains, associés à la Bretagne soit parce qu'ils y sont nés, qu'ils y vivent ou qu'ils affichent leur attachement, et dont le répertoire ou les compositions sont associés à la chanson et à la musique bretonnes.

## A
- Armel An Héjer
- Alain Allanic
- Gweltaz Ar Fur
- Anne Auffret

## B
- Alain Barrière
- Claude Besson
- Perynn Bleunven
- François Budet
- Théodore Botrel

## C
- Yves Calvez (dans rond)
- Louis Capart
- Jean-Michel Caradec
- Anthony Chaplain
- Jean Chocun (Tri Yann)
- Cécile Corbel
- Jean-Paul Corbineau (Tri Yann)
- Halim Corto
- Columbine

## D
- Dom Duff
- Étienne Daho
- Serge Danet (Soldat Louis)
- Gérard Delahaye
- Renaud Detressan (Soldat Louis)

## E
- Annie Ebrel
- Louise Ebrel
- Patrik Ewen
- Yvon Etienne

## F
- Melaine Favennec
- Brigitte Fontaine

## G
- les sœurs Goadec
- Goldofaf
- Glenmor
- Dan Grall
- Gwennyn
- Jean-Baptiste Guégan
- Daniel Guichard
- Youenn Gwernig
- Gahinet Thierry

## J
- Gérard Jaffrès
- Lors Jouin
- Georges Jouin
- Jean-Louis Jossic (Tri Yann)

## K
- Yann-Fañch Kemener
- Serge Kerguiduff
- Serge Kerval
- Nolwenn Korbell
- Krismenn
- Ann Krist

## L
- Clarisse Lavanant
- Daniel Le Bras (Dan Ar Braz)
- Kevin Le Bars
- Nolùen Le Buhé
- Nolwenn Leroy
- Pierrick Lilliu
- Renan Luce
- Manu Lann Huel
- Lujipeka
- Lorenzo

## M
- Pierre Menoret
- Les frères Morvan
- Christophe Miossec
- Erik Marchand

- Manau

## N
- Tristan Nihouarn (Matmatah)
- Kristen Nikolaz (Kern)

## O
- Pat O'May
- Outside Duo

## P
- Denez Prigent
- Nicolas Peyrac

## R
- Yann Raoul (Arvest)
- Olivier Rech
- Jean-Pierre Riou (Red Cardell)
- Martine et Serge Rives
- Jean-Luc Roudaut

## S
- Gilles Servat
- Alan Simon
- Alan Stivell

## T
- Yann Tiersen
- Michel Tonnerre

## Y
- Yelle